# Эн-Набк
Эн-Набк, Эн-Небк (араб. النبك‎) — сирийский город, административно принадлежащий мухафазе Дамаск. Находится на 81 километр (50 миль) севернее от Дамаска и южнее Хомса. Занимает 35-е место среди крупнейших по площади городов Сирии. Монастырь Святого Моисея, расположенный в Антиливане, рядом с Эн-Набком, датируется VI веком нашей эры. Город в основном населяют мусульмане-сунниты, католики и сирийские христиане.

## История
Эн-Набк был упомянут арабскими географами на рубеже XII—XIII веков. Ибн Джубайр писал, что это поселение севернее Дамаска «с большим количеством воды и широкими пашнями». Якут аль-Хамави оставил в 1225 году пометку:
Это хорошая деревня со всеми жизненными удобствами. Здесь любопытная осень, которая становится холодной в конце лета, при этом вода остаётся кристально чистой.

## Достопримечательности
К западу от города расположен монастырь Дэйр Маар Мусса Аль-Хабащи, также известный как монастырь Святого Моисея Абиссинского.

## Население
| Год       | 1960   | 1970   | 1981   | 2003   | 2012   |
| --------- | ------ | ------ | ------ | ------ | ------ |
| Население | 10 435 | 14 985 | 19 521 | 46 357 | 57 211 |

## Знаменитые уроженцы
- Монзер Аль-Кассар — торговец оружием